# Igeltjärnet, Dalsland
Igeltjärnet är en sjö i Bengtsfors kommun i Dalsland och ingår i Göta älvs huvudavrinningsområde.